# Rock en Seine

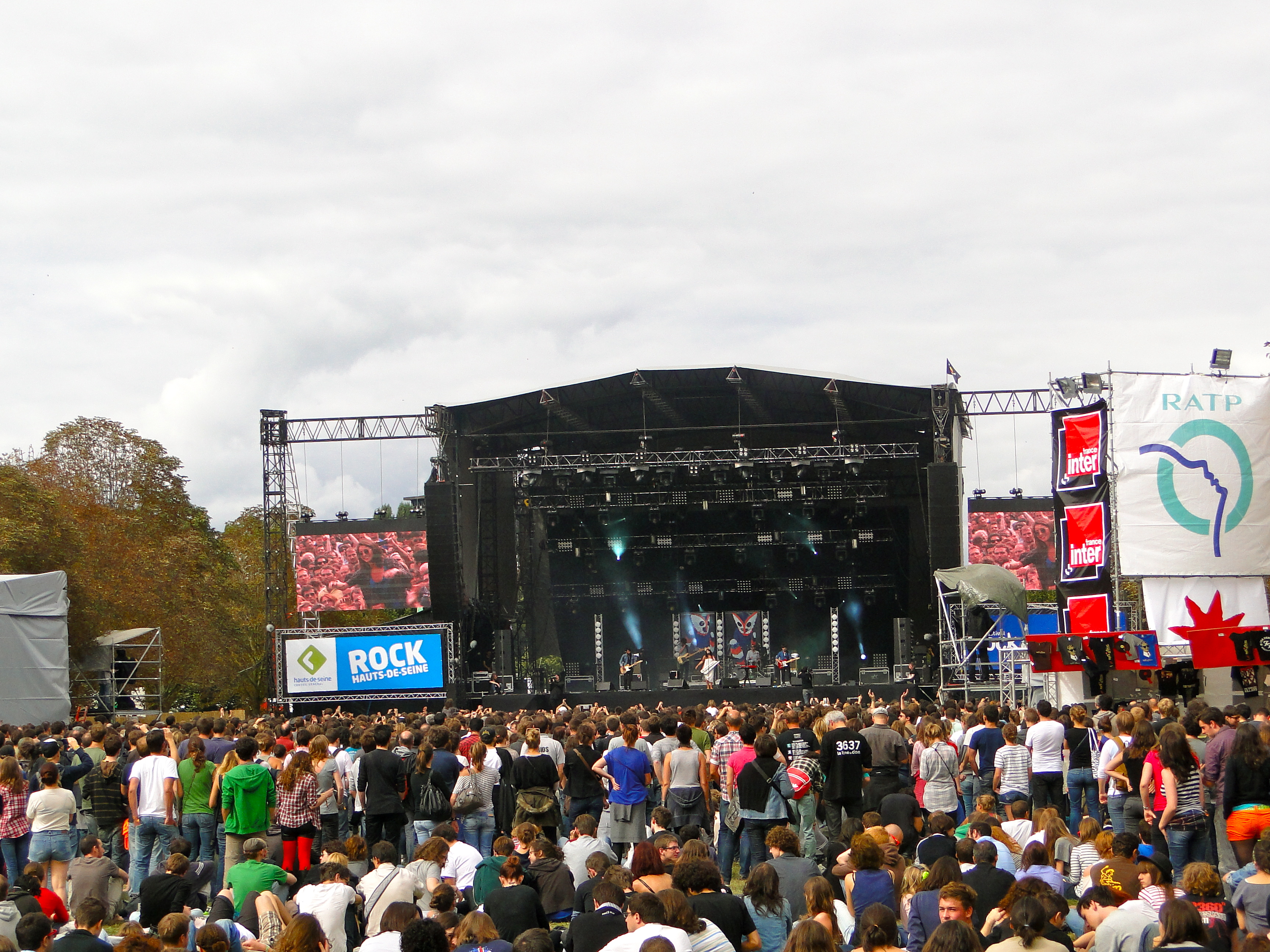
Rock en Seine

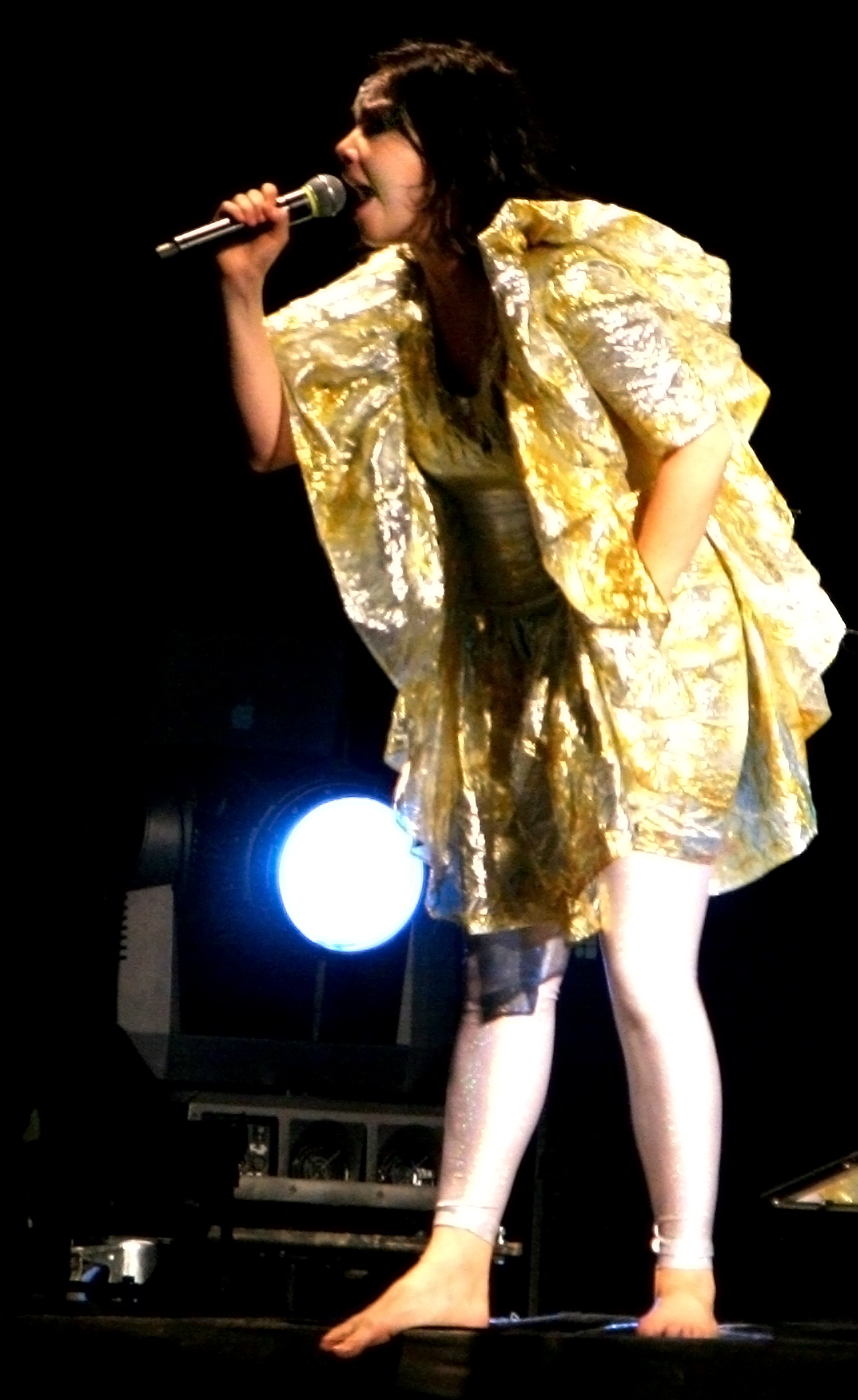
Björk 2007

Rock en Seine ist ein Open-Air-Musikfestival im Park des Schloss Saint-Cloud in Saint-Cloud, westlich von Paris und nahe der Seine. Der Fokus liegt auf Rockmusik, aber auch andere Stile wie Electro oder Hip Hop erhalten eine Bühne.
Das Festival wurde 2003 erstmals als eintägiges Event mit 20.000 Besuchern abgehalten. Seit 2007 ist das Event dreitägig, seit den 2010er Jahren erwartet man etwa 30.000 bis 40.000 Besucher pro Tag. Seit 2014 gibt es fünf Bühnen sowie die Nachwuchsbühne Avant Seine.

## Künstler (Auswahl)
- 2003: Massive Attack, Beck, PJ Harvey
- 2004: The Chemical Brothers, Muse, Sonic Youth
- 2005: Pixies, Foo Fighters, Franz Ferdinand
- 2006: Morrissey, Radiohead, Calexico, Editors
- 2007: Arcade Fire, Tool, Björk, The Hives
- 2008: Rage Against the Machine, R.E.M., The Streets
- 2009: Madness, Faith No More, The Prodigy
- 2010: Blink-182, Massive Attack, Arcade Fire
- 2011: Foo Fighters, Arctic Monkeys, Archive
- 2012: Placebo, The Black Keys, Green Day
- 2013: Paul Kalkbrenner, Phoenix, System of a Down
- 2014: Queens of the Stone Age, Arctic Monkeys, The Prodigy
- 2015: Kasabian, The Libertines, The Chemical Brothers
- 2016: The Last Shadow Puppets, Foals, Massive Attack
- 2017: Flume, PJ Harvey, The xx, The Kills
- 2018: Die Antwoord, Thirty Seconds to Mars, Justice
- 2019: The Cure, Major Lazer, Aphex Twin